# Sakkunnig enligt PBL
Certifierade Sakkunniga enligt PBL (svenska plan- och bygglagen) finns av följande typer:
- Sakkunniga brand (SAK)[1]
- Sakkunniga funktionskontrollanter (OVK)[2]
- Sakkunniga kulturvärden (KUL)[3]
- Energiexpert (CEX)[4]
- Sakkunnig tillgänglighet (TIL)[5]

Förslag finns för regler om ytterligare sakkunniga. Certifiering i fråga om kontroll av bärförmåga, stadga och beständighet, kontroll av skydd med hänsyn till hygien, hälsa och miljön samt kontroll av skydd mot buller (SKR):
- Behörighet B med avseende på projektering av betongkonstruktioner.
- Behörighet T med avseende på projektering av träkonstruktioner.
- Behörighet S med avseende på projektering av stålkonstruktioner.
- Behörighet G med avseende på projektering av geoteknik.
- Behörighet E med avseende på utförande av betongkonstruktioner.
- Behörighet R med avseende på utförande av träkonstruktioner.
- Behörighet I med avseende på utförande av stålkonstruktioner.
- Behörighet O med avseende på utförande av geoteknik.
- Behörighet F med avseende på fuktsäkerhet.
- Behörighet L med avseende på skydd mot buller.